# Générateur de son programmable

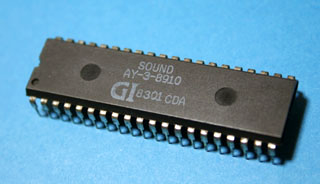
General Instrument AY-3-8910

Un générateur de son programmable (anglais : « programmable sound generator », ou PSG), également appelé générateur de son contrôlé par logiciel (anglais : Software Controlled Sound Generator, ou SSG), est un type de processeur audio qui crée des ondes sonores à partir d’algorithmes internes, et non d'échantillons sonores, comme un échantillonneur. Ce type de processeur était principalement utilisé à l'ère des processeurs 8 bits et 16 bits. Les termes « programmable » ou « contrôlé par logiciel » signifient qu'il peut être contrôlé par le microprocesseur du système hôte.

## Description
Un générateur de son programmable synthétise de multiples formes d'onde basiques, et souvent une sorte de générateur de bruit (toutes contrôlées par l'écriture de données dédiée aux registres de la puce sonore, d'où le nom). Il est souvent utilisé dans les ordinateurs personnels et consoles de jeux. 
Les modèles les plus utilisés au début de la micro-informatique sont le AY-3-8910 (ou ses dérivés AY-3-8912/AY-3-8913) de General Instrument, et son clone, le Yamaha YM2149, ou encore le SN76489 de Texas Instruments aux caractéristiques proches, comportant tous trois voix d'oscillateurs commandés en tension (OCT). À part le Texas Instrument, ces modèles disposent d'un générateur d'enveloppe ADSR et d'une voix plus spécialisée dans les bruitages. À l'origine leur fonction est de produire de la musique. Plus tard est apparu le SID de MOS Technology, utilisé dans le Commodore 64, avec de meilleures performances globales, mais seulement trois voix d'OCT.
Le processeur sonore Paula (MOS Technology 8364) de l'Amiga, sorti en 1985, présente des caractéristiques inédites dans un micro-ordinateur, puisqu'il combine un échantillonneur matériel permettant d'utiliser des échantillons sonores en plus des ondes classiques générées, mais également d'avoir 4 voix, en stéréo. Il faudra attendre 1992 pour voir apparaître la stéréo et les échantillons sonores sur les ordinateurs compatibles IBM PC, avec le premier modèle de Gravis Ultrasound. Sur PC, l'arrivée de la carte Sound Blaster en 1987 est cependant une révolution, puisqu'elle est équipée de deux générateurs sonores programmables Philips SAA1099, supportant la synthèse FM sur 6 voix, dont est également pourvu le micro-ordinateur britannique SAM Coupé. Cette carte permet ainsi de jouer en tout sur 12 voix, avec une meilleure qualité que celle de ses prédécesseurs dans cette catégorie.

## Caractéristiques
Un générateur de son programmable peut générer différents types d'ondes de base, produites par un oscillateur ; généralement sinusoïdale, carrée, triangulaire, et en dents de scie, on peut également changer la fréquence des notes, leur amplitude.
Une enveloppe sonore peut en plus être construite par un générateur d'enveloppe (EG) pour moduler l'amplitude du son, dans le cas le plus courant, suivant le modèle ADSR (acronyme anglais d'Attack (attaque), Decay (chute), Sustain (entretien), Release (extinction)). Un amplificateur commandé en tension (VCA), fait alors la liaison entre l'enveloppe et l'onde de base.

signal sinusoïdal, carré, triangulaire et en dents de scie produit par un oscillateur (OSC).
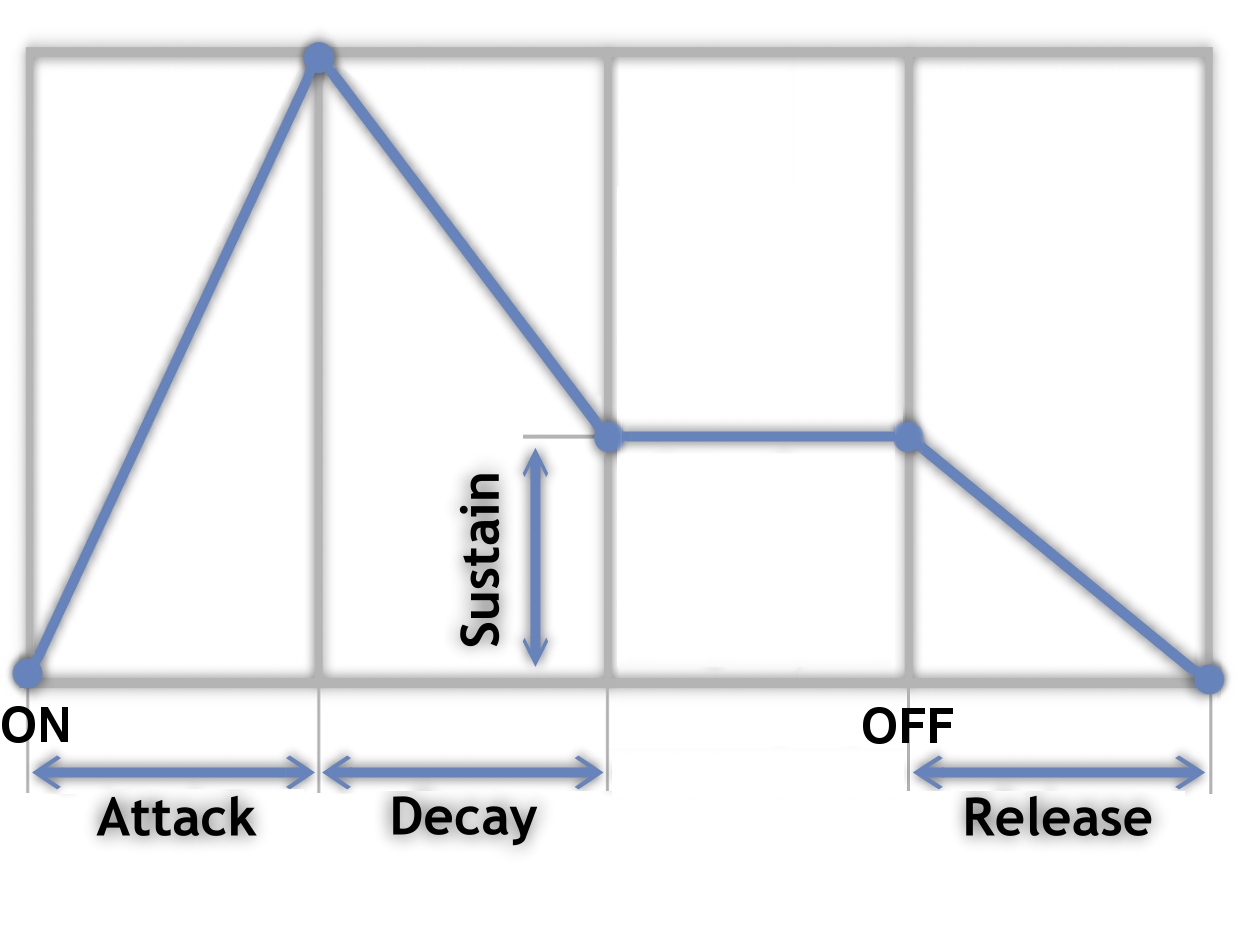
Enveloppe sonore ADSR produite par le générateur d'enveloppe (EG).
Le VCA Mixe le signal produit par l'OSC et l'enveloppe produite par l'EG. En synthèse FM on appelle cet ensemble un opérateur FM.

Dans le cas de la synthèse FM, on appelle cet ensemble un opérateur FM. Plusieurs opérateurs peuvent être cumulés pour obtenir des sons plus riches. Dans le cas le plus simple, un second opérateur est chargé de moduler la fréquence du premier opérateur générant le son de base, appelé porteuse.

Un second opérateur FM sert de modulateur (Modulator), en modifiant le premier opérateur, porteuse (carrier) du son généré.